# 勒莫讷鲁日
勒莫讷鲁日（法語：Le Morne-Rouge，法語發音：[lə mɔʁn ʁuʒ]）是法国海外省马提尼克的一个市镇，属于圣皮埃尔区。

## 地理
勒莫讷鲁日（14°46'22"N, 61°8'5"W）面积37.64 平方千米，位于法国海外省马提尼克。
与勒莫讷鲁日接壤的市镇（或旧市镇、城区）包括：拉茹帕布永、丰圣但尼、勒洛兰、莱马里戈、圣皮埃尔。
勒莫讷鲁日的时区为UTC−04:00（大西洋时区）。

## 行政
勒莫讷鲁日的邮政编码为97260，INSEE市镇编码为97218。

## 政治
勒莫讷鲁日的现任市长为热妮·迪利斯-珀蒂（Jenny Dulys-Petit）女士，任期为2020-2026年。

## 人口

1962-2008年间勒莫讷鲁日人口变化图示

勒莫讷鲁日于2022年1月1日时的人口数量为4469人。

## 友好城市
- 法國 罗斯特勒南